# 上特萊格拉福山
40°47′1″N 4°0′50″W / 40.78361°N 4.01389°W

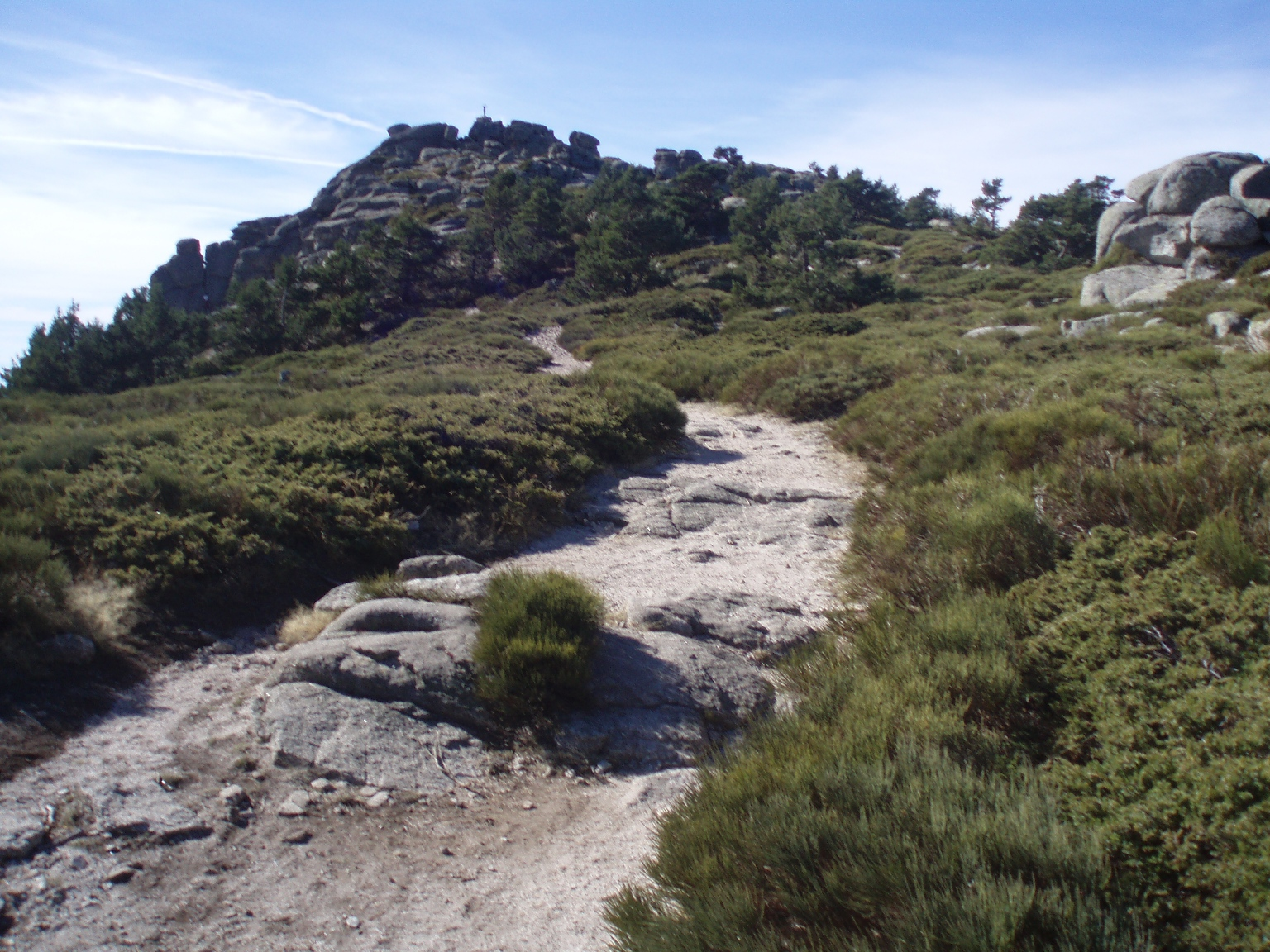

上特萊格拉福山是西班牙的山峰，位於該國中部卡斯蒂利亞-萊昂自治區，屬於中央山脈中瓜達拉馬山脈的一部分，海拔高度1,975米，山體由片麻岩和花崗岩組成。